# Баснин, Николай Васильевич
Николай Васильевич Баснин (1843, Иркутск — 1918, Москва) — русский адвокат, коллекционер, специалист по гравюроведению, почётный член Румянцевского музея, председатель Московского Совета Присяжных Поверенных, меценат.

## Биография
Родился в купеческой семье; отец — В. Н. Баснин (1799 — 29.01.1876) — меценат, библиофил, коллекционер, иркутский городской голова (1850—1852), был правнуком выходца из Великого Устюга — Максима Баснина. Старший брат, Иван Васильевич Баснин (1835—1898) — горный инженер, заведовал делами Амурской золотопромышленной компании, был членом Русского географического общества (с 1880).
Василий, как и его старший брат Иван, воспитывался в пансионе Эннеса, затем учился на юридическом факультете Московского университета (1859—1863), который окончил со званием действительного студента.
В 1864 году предпринял длительную поездку за границу, несколько лет жил в Париже, занимался музыкой — брал уроки композиции у Берлиоза; здесь женился.
После смерти отца унаследовал собрание гравюр и рисунков, активно продолжил собирательскую деятельность.
С 11.10.1876 — присяжный поверенный округа Московской судебной палаты. Участвовал в 1877 году (с 8 февраля по 5 марта) в защите подсудимого Д. Массари в деле о «Клубе червонных валетов».
Участвовал в работе Московского общества любителей художеств (организовывал выставки из частных собраний; 15 апреля 1893 года подписал письмо в адрес П. М. Третьякова с выражением благодарности о пожертвовании им своей коллекции городу Москве) и Московского археологического общества (в 1911 разработал проект закона об охране памятников). Являлся членом Московского юридического общества, Общества любителей естествознания, антропологии и этнографии (с 1892).
Более тридцати лет был тесно связан с деятельностью «Московского публичного и Румянцевского музея». В 1896—1917 годах, как адвокат, вёл дело о передаче имущества коллекционера Н. С. Мосолова Румянцевскому музею, в 1909 году — дело о хищении гравюр в этом музее; участвовал в составлении каталога Гравюрного кабинета, передал в дар музею несколько гравюр из собрания семьи. После Октябрьской революции коллекция Басниных — 14 тысяч гравюр, и в том числе необыкновенно редких, была национализирована (с 1923 года — в Музее изящных искусств (ныне — ГМИИ имени А. С. Пушкина).
Жил в Москве, на Большой Молчановке, в доме № 21а и умер в Москве в 1918 году. Был похоронен на Миусском кладбище.

## Публикации
- О древнем калмыцком уложении. (Очерк старинного судопроизводства у калмыков). (Читано Н. В. Басниным в годичном заседании Московского юридического общества 17.02.1876 г.).  // Юридический вестник. 1876, март-апрель-май, С. 23-30.
- Тюляев, Василий Анисимович Каталог коллекции [гравированных портретов русских деятелей], собранной В. А. Тюляевым. Составитель Н. В. Баснин. — М., 1894.
- Воспоминания о князе А. И. Урусове // Князь Александр Иванович Урусов. [1843—1900]. Статьи его о театре, о литературе и об искусстве. Письма его. Воспоминания о нём. — М.,1907. — Т. 2—3. см. библ. карточку.

### Архивная литература
- ГАРФ. Ф.10047 Баснины-Верхоланцевы. Баснин Николай Васильевич, юрист, коллекционер, Баснина Софья Николаевна, музейный работник, Верхоланцева (урожд. Баснина) Анна Николаевна, художник, педагог, Верхоланцева Нина Васильевна, художник, педагог, Верхоланцев Марат Михайлович, педагог. Верхоланцев Михаил Михайлович, художник.
- РГАЛИ. ф. 305 оп. 1 ед. хр. 166. Письма Мельгунову С. П. Крайние даты: 30 декабря 1915